# Župna crkva sv. Petra i Pavla u Kašini
Župna crkva sv. Petra i Pavla katolička je crkva koja se nalazi u zagrebačkoj četvrti Sesvete u naselju Kašina. Današnja je crkva građena od 1762. do 1774. godine na mjestu srednjovjekovne crkve, čiji su ostaci ugrađeni u novu crkvu. Crkva je izgrađena na uzvisini u Parku prirode Medvednica,iznad  naselja i stare ceste uz potok Kašinu.
Župna crkva je zaštićeno kulturno dobro Republike Hrvatske.

## Povijest i arhitektura
Pisani izvori ukazuju na povijesni kontinuitet postojanja župne crkve sv. Petra i Pavla. Tijekom stoljeća crkva je više puta bila pregrađivana, o čemu svjedoče u južnom zidu pronađeni ostaci rimskog zida, te romaničkog i gotičkog otvora.
U kanonskim vizitacijama iz 17. i 18. stoljeća navodi se nekoliko popravaka na zvoniku i na oltarima župne crkve. Današnji oblik crkva je dobila unutarnjim uređenjam koje je završeno 1811. godine.
Crkva je bila znatno oštećena u potresu koji je pogodio Zagreb u prosincu 1880. godine.
Unutrašnjost crkve oslikao 1932. godine akademski slikar Josip Petanjek. U to vrijeme postavljen je i novi sjeverni oltar Majke Božje Žalosne koji je rad kipara Ivana Robnika.
Do 1992. godine crkva je propala i bila je u lošem stanju. Obnovljena je zauzimanjem župljana i Gradskoga zavoda za zaštitu spomenika kulture. Obnavljajnje je trajalo od 1992. do 1996. godine. Godine 2012. uređena je sakristija, a zvonik je obnovljen 2019. godine. U tom su razdoblju obnovljene i stube koje vode do crkve, okoliš, prozori, ograda i rasvjeta.
Na glavnom oltaru nalazi se slika titulara, a kipovi sv. Vida i sv. Josipa nalaze se ispred svetišta. Orgulje se nalaze na pjevalištu. Ispred župne kuće postavljen je spomenik sv. Ivanu Pavlu II.
U potresu koji je pogodio Zagreb u ožujku 2020. godine župna crkva je teško oštećena. Obnovljena je u lipnju 2020. godine.

## Galerija
- Pogled na crkvu
- Klupe pored crkve
- Prednje pročelje crkve
- Ulaz u crkvu
- Zvonik
- Skulptura pored crkve
- Pogled na svetište s ulaza
- Oltar